# Rikkokushi
Als Rikkokushi (jap. 六国史) fasst man im Japanischen eine „Sechs Reichsgeschichten“ oder „Sechs Reichsannalen“ genannte Sammlung der ältesten Geschichtswerke Japans von der Nara- bis zur Heian-Zeit zusammen. Als älter gilt nur die mythologisch geprägte „Aufzeichnung alter Geschehnisse“ (Kojiki).
Alle diese Werke wurden vom Kaiserhaus in Auftrag gegeben und unterstützt. Sie lehnen sich an chinesische Dynastische Annalen an (vgl.  die 24 Dynastiegeschichten).

## Übersicht
| Name                                             | Faszikel | abgedeckte Zeitspanne | Fertigstellung |
| ------------------------------------------------ | -------- | --------------------- | -------------- |
| Nihongi (日本紀, auch: Nihon Shoki 日本書紀)     | 30       | bis 697               | 720            |
| Shoku Nihongi (続日本紀)                         | 40       | 697–791               | 797            |
| Nihon Kōki (日本後紀)                            | 40       | 792–833               | 840            |
| Shoku Nihon Kōki (続日本後紀)                    | 20       | 833–850               | 869            |
| Nihon Montoku Tennō Jitsuroku (日本文徳天皇実録) | 10       | 850–858               | 879            |
| Nihon Sandai Jitsuroku (日本三代実録)            | 50       | 858–887               | 901            |

## Zeitleiste
Die nach 700 entstandenen Werke stehen unter dem Einfluss des Fujiwara-Klans. Zusammen decken sie den Bereich von der mythischen Vorzeit bis zum späten 9. Jahrhundert ab.

## Rezeption
Bei der hierarchischen Einstufung aller Shintō-Schreine im Zuge der Einführung des Staats-Shintō im Jahre 1871 erlangten nur jene Schreine den Rang eines, der kaiserlichen Familie nahestehenden  „Reichsschreins“ (kampeisha), die entweder in den „Zeremonien aus der Engi-Zeit“ (Engishiki) oder in den „Sechs Reichsannalen“ genannt werden.
In der nationalistisch übersteigerten Zwischenkriegszeit, basierend auf der Ideologie des kokutai, galt es als Majestätsbeleidigung (bzw. Gotteslästerung), die Objektivität der „Sechs Reichsannalen“ zu hinterfragen. Namhafte Wissenschaftler wurden deshalb verfolgt (beginnend mit der Minobe-Affäre).

## Buchbesprechung
- Karl F. Friday: Review of: The Six National Histories of Japan. By Sakamoto Tarō, translated by John S. Brownlee. In: Monumenta Nipponica, Bd. 46, Nr. 4, S. 550–552.